# تیرباران (فیلم)
تیرباران فیلمی به کارگردانی و نویسندگی علی اصغر شادروان ساختهٔ سال ۱۳۶۵ است. این فیلم در مورد داستان زندگی و کشته شدن سید علی اندرزگو است.

## بازیگران
- مجید مجیدی در نقش سید علی اندرزگو
- محمدعلی احمدی
- جعفر دهقان
- رضا چراغی
- عطاءالله سلمانیان
- ناصر فروغ
- محمد احمدی
- حبیب اله رجبعلی
- محمود نوروز
- مسعود نیکنام
- ابراهیم علی عسگری
- خلیل علی عسگری
- رحمت اله سلیم پور
- خیاط باشی
- شهناز ضیاء رانا
- فاطمه خواجوزاده
- ابراهیم رستمی
- اسماعیل دبیری
- ابراهیم معین پور
- حسین حجار
- علی توکلی
- شهرام جعفرنژاد
- رمضان قربانی
- محمدحسین پناهی
- احمدرضا گلابی
- احمد یحیوی
- محمود بهشتی
- اصغر آخوندپور
- تاج کریمی
- ماشالله رضایی شالی
- علی اصغر خدایی